# Gordonella villosa
Gordonella villosa är en kräftdjursart som först beskrevs av Alcock och Anderson 1894.  Gordonella villosa ingår i släktet Gordonella och familjen Solenoceridae. Inga underarter finns listade i Catalogue of Life.